# كينان ديفيس
كينان ديفيس (بالإنجليزية: Keinan Davis) (مواليد 13 فبراير 1998) هو لاعب كرة قدم إنجليزي يلعب كمهاجم في نادي أستون فيلا.

## روابط خارجية
- كينان ديفيس على موقع قاعدة بيانات كرة القدم.إي يو (الإنجليزية)
- كينان ديفيس على موقع Soccerbase.com (لاعب) (الإنجليزية)
- كينان ديفيس على موقع Soccerway.com (الإنجليزية)
- كينان ديفيس على موقع عالم كرة القدم.نت (الإنجليزية)